# Sturm und Drang

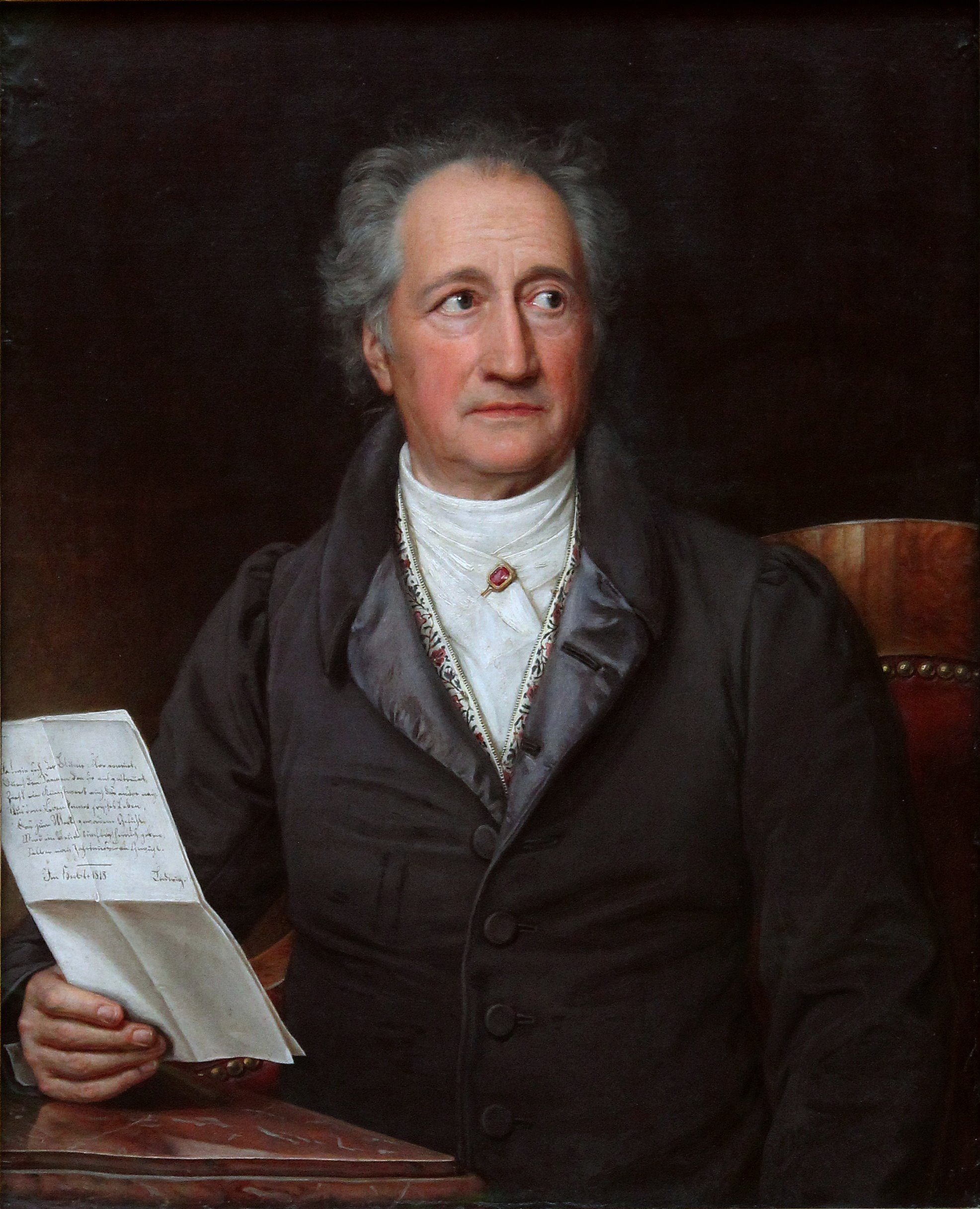
Johann Wolfgang von Goethe, uno de los principales exponentes del Sturm und Drang.

El Sturm und Drang (en español 'tormenta e ímpetu') fue un movimiento literario, que también tuvo sus manifestaciones en la música y las artes visuales, desarrollado en Alemania durante la segunda mitad del siglo XVIII.
En él se les concedió a los artistas la libertad de expresión, a la subjetividad individual y, en particular, a los extremos de la emoción en contraposición a las limitaciones impuestas por el racionalismo de la Ilustración y los movimientos asociados a la estética. Así pues, se opuso a la Ilustración alemana o Aufklärung y se constituyó en precursor del romanticismo alemán. El nombre de este movimiento proviene de la pieza teatral homónima, escrita por Friedrich Maximilian Klinger en 1776.

## Cronología y orígenes del movimiento
Este movimiento estético abarcó de 1767 a 1785. Se trata de una reacción alentada por Johann Georg Hamann y sobre todo por Johann Gottfried von Herder y su discípulo Goethe contra lo que era visto como una excesiva tradición literaria racionalista. Su rechazo a las reglas del estilo neoclásico del siglo XVIII lo sitúan firmemente como parte de un movimiento cultural mucho más amplio conocido como Romanticismo. La figura simbólica de Nathan, el sabio judío de Lessing, representante de la Ilustración, venía a enfrentarse con el Prometeo (1774) de Goethe, quien, en la oda del mismo título, enfrentaba al genio creador, rebelde e independiente contra todo lo representado por aquel. Frente a los fríos modelos del Neoclasicismo de origen francés, el Sturm und Drang estableció como fuente de inspiración el sentimiento en vez de la razón y tuvo como modelos las obras de William Shakespeare y Jean-Jacques Rousseau.
El origen del movimiento hay que buscarlo en Hamann; cuando estudió en Königsberg, su ciudad natal, teología y ciencias jurídicas, hizo una lectura intensiva de la Biblia y creció su crítica a la interpretación literal y racionalista de las Escrituras. Según él, Dios no había hablado a la Humanidad en la Biblia apelando a la razón, sino en imágenes y parábolas; por eso la poesía, la literatura, era "la lengua materna del género humano" y es de origen divino. La creación, la naturaleza, actúa y se revela mediante los sentidos y las pasiones, y los sentidos y las pasiones "ni hablan ni entienden otra cosa que imágenes". Para Hamann las imágenes y parábolas, la interpretación imaginativa de la creación del mundo y de la naturaleza contenían más verdad que las teorías ilustradas. La literatura poseía, pues, un carácter prácticamente religioso, y también en el poeta veía en cierto modo un segundo creador. 
Herder, más tarde, desarrolló la idea de la literatura como lengua primigenia de la humanidad, y la imagen del poeta-creador influenció la discusión sobre el genio en el Sturm und Drang; pero si Hamann no contemplaba la libertad del genio creador sino en la consonancia de sus sentidos y pasiones con la naturaleza, Herder utilizó el concepto de genio original ya en el Diario de mi viaje en el año 1769, cuando debatió sobre el modelo de novela educativa del Émile de Rousseau (1762), donde encontró un sistema educativo que no estaba ligado a normas sino que había de fomentar las capacidades creativas; el cuerpo venía a ser como una extensión del alma y no un ancla de la misma, de forma que la liberaba con sus pasiones; esto añadió un carácter más profundo a esta idea, que continuó desarrollando en su ensayo Shakespeare (1773), en que traspasó su exigencia de liberación de las fuerzas creativas en la literatura en general: la literatura, pues, no consistiría en una mera imitación de modelos literarios, ya que la historia no se detiene, sino que se transforma porque está viva. Cada pueblo, cada época ha de crear su propia literatura. El genio poético se destaca por "extraer de su sustancia una creación dramática tan natural, grande y original como los griegos hicieron con la suya". El modelo mejor era Shakespeare, "traductor de la naturaleza en todas sus lenguas", y "mortal dotado de fuerza divina". De la misma manera que Shakespeare había utilizado temas nacionales para construir una "totalidad viva", así los alemanes habían de recordar su propia historia. Con esta invitación Herder insinuaba el plan de Goethe de hacer una obra dramática sobre Götz von Berlichingen, que había de ser uno de los puntales representativos de la nueva estética. Posteriormente, Herder llegó a la concepción de una literatura natural como expresión nacional y colectiva de un pueblo. Para Herder el lenguaje es una forma de pensamiento, un diccionario del alma en Sobre el origen del lenguaje (1772). No tiene origen divino y proviene de la naturaleza espiritual, no corporal y animal, del ser humano. Y lenguaje, poesía y mitología forman una unidad; el sonido convierte el lenguaje interno en externo. El lenguaje no es el mero envoltorio del pensamiento, sino el instrumento del pensar mismo. Y el lenguaje expresa a la vez al hombre entero y cada una de las lenguas a un pueblo, una personalidad colectiva o carácter nacional que la habla a lo largo de la historia. De ahí pasó a interesarse por la antigua poesía céltica del falso Ossián en su Extracto de un epistolario sobre Ossián y las canciones de pueblos antiguos (1773).
El Sturm und Drang fue revolucionario en cuanto al hincapié que hace en la subjetividad personal y en el malestar del hombre en la sociedad contemporánea, encorsetado por las diferencias sociales y las hipocresías morales; estableció firmemente a autores alemanes como líderes culturales en Europa en un tiempo en el que muchos consideraban que Francia era el centro del desarrollo literario. El movimiento también se distinguió por la intensidad con la que desarrolló el tema del genio de la juventud en contra de los estándares aceptados y por su entusiasmo por la naturaleza. La gran figura de este movimiento fue Goethe, quien escribió su primer drama importante, Götz von Berlichingen (1773), y su novela más representativa de esta corriente, Die Leiden des jungen Werthers, Las desventuras del joven Werther (1774). Otros escritores de importancia fueron Klopstock, Jakob Michael Reinhold Lenz, quien compuso los célebres dramas El preceptor (1774) y Los soldados (1776); Heinrich Leopold Wagner, autor del drama La infanticida (1776), fallecido prematuramente, y Friedrich Müller. La última figura importante fue Schiller, cuya Die Räuber y otras obras tempranas fueron también un preludio del Romanticismo.

## Sturm und Drang en la música
Es un movimiento de las letras alemanas, reflejado en otras artes, que alcanzó su punto más alto en la década de 1770. Sus proposiciones artísticas son asustar, aturdir, dominar con emoción, énfasis extremo en lo irracional y aproximación subjetiva a todo el arte. Se consideran representantes musicales del Sturm und Drang a Carl Philipp Emanuel Bach, Johann Christian Bach, Wolfgang Amadeus Mozart y a Joseph Haydn en cierto periodo, entre otros.

## Repertorio de autores y obras notables
Johann Wolfgang von Goethe (1749-1832)
- Zum Shakespeares-Tag 1771
- Sesenheimer Lieder 1770-71
- Prometheus 1772-1774
- Götz von Berlichingen (Drama) 1773
- Clavigo 1774
- Die Leiden des jungen Werthers (novela) 1774
- Mahomets Gesang 1774
- Adler und Taube 1774
- An Schwager Kronos 1774
- Gedichte der Straßburger und Frankfurter Zeit 1775
- Stella. Ein Schauspiel für Liebende 1776
- Die Geschwister 1776

Friedrich Schiller (1759-1805) 
- Die Räuber (drama) 1781
- Die Verschwörung des Fiesko zu Genua 1783
- Kabale und Liebe (drama) 1784
- An die Freude 1785

Jakob Michael Reinhold Lenz (1751-1792) 
- Anmerkung über das Theater nebst angehängtem übersetzten Stück Shakespeares 1774
- Der Hofmeister oder Vorteile der Privaterziehung (drama) 1774
- Lustspiele nach dem Plautus fürs deutsche Theater 1774
- Die Soldaten (drama) 1776

Friedrich Maximilian Klinger (1752-1831) 
- Das leidende Weib 1775
- Sturm und Drang (drama) 1776
- Die Zwillinge (drama) 1776
- Simsone Grisaldo 1776

Gottfried August Bürger (1747-1794)
- Lenore 1773
- Gedichte 1778
- Wunderbare Reisen zu Wasser und zu Lande, Feldzüge und lustige Abenteuer des Freiherren von Münchhausen 1786

Heinrich Wilhelm von Gerstenberg (1737-1823)
- Gedichte eines Skalden 1766
- Briefe über Merkwürdigkeiten der Literatur 1766-67
- Ugolino 1768

Johann Georg Hamann (1730-1788)
- Sokratische Denkwürdigkeiten für die lange Weile des Publikums zusammengetragen von einem Liebhaber der langen Weile 1759
- Kreuzzüge des Philologen 1762

Wilhelm Heinse (1746-1803)
- Ardinghello und die glückseligen Inseln 1787

Johann Gottfried Herder (1744-1803)
- Fragmente über die neuere deutsche Literatur 1767-68
- Kritische Wälder oder Betrachtungen, die Wissenschaft und Kunst des Schönen betreffend, nach Maßgabe neuerer Schriften 1769
- Journal meiner Reise im Jahre 1769
- Abhandlung über den Ursprung der Sprache 1770
- Von deutscher Art und Kunst, einige fliegende Blätter 1773
- Volkslieder 1778-79
- Vom Geist der Hebräischen Poesie 1782-83
- Ideen zur Philosophie der Geschichte der Menschheit 1784-91